# 美屬薩摩亞
美屬薩摩亞，又称东萨摩亚，是美國在南太平洋的屬地，在美國法律中定位為「未通過組織法的未合併屬地」。自公元前1000年就有人定居，歐洲探險家在18世紀到達薩摩亞。首府帕果帕果，是太平洋上天然良港之一。主要的島是图图伊拉岛（最大和人口最多），其餘島嶼為马努阿群岛、罗斯环礁和斯温斯岛。19世紀後半叶，德国、英国和美国为争夺萨摩亚群岛发生了严重的國際對抗。最后，根据1899年條約規定，德國和美國分割薩摩亞群島。次年美國正式佔領群島東半部，由五個火山島與兩個珊瑚礁組成。西薩摩亞現在是薩摩亞獨立國。美国通过1929年2月20日一项国会法案，正式接受将这些岛屿割让给美国的契约。该法案规定，当地居民享有美国国民地位。该法案规定设立一个美属萨摩亚政府，其一切民政、司法和军事方面的权力属于美国总统指定的人。由于美国在该地区的利益主要是军事利益，该领土由美國海軍管辖。1951年一项行政命令把对该领土的权力移交给内政部。

## 地理

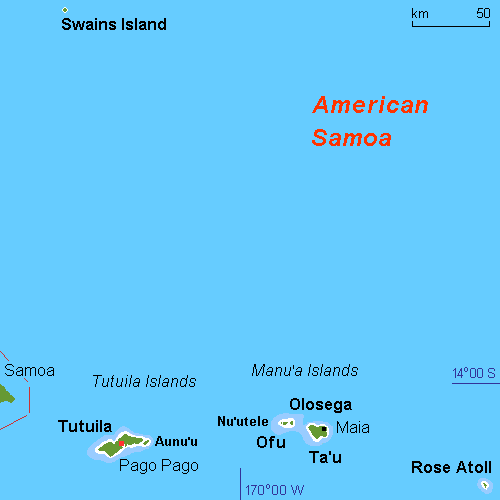
美属萨摩亚地圖

美属萨摩亚位于大洋洲，是美国在南半球唯一的领地，土地面积199平方公里（76.8平方英里），比华盛顿市稍大，包含5座崎岖不平的火山岛与2座珊瑚环礁。另外，罗斯环礁，是美国领地的最南端。
在12月到3月间，美属萨摩亚可能受颶風袭击。

## 人口
大约有91.6%的人口是萨摩亚人，2.8%是亚洲人，1%白人，4.2%混血，0.3%其他。大部分人具双语言能力，能讲英语与萨摩亚语。美属萨摩亚基督教徒众多，50%的人口是公理會，20%属于天主教，30%属于基督新教的其他支派或非基督徒。
美属萨摩亚的州級郵政縮寫是AS，郵區編號為96799。

## 行政区划
美属萨摩亚分为3个区与2个无建制环礁。3区2环礁又划分为74个村。帕果帕果是美属萨摩亚的首府。它是最大的村庄之一，位于图图伊拉岛Ma'oputasi县的东部。

## 政治
美属萨摩亚的行政首長為总督，每4年由選舉產生。美屬薩摩亞議會為兩院制，由參議院和眾議院組成。美屬薩摩亞的議會為一個沒有黨派的議院。21席的眾議院每2年自20個選舉區及斯溫斯島選出，參議院的18席則每4年由美屬薩摩亞的頭目中產生。
出生于美属萨摩亚（含斯温斯岛）的人，为美国国民（national），但不是美国公民（citizen），除非從父母繼承公民權或歸化。美國國民的身份曾多次受到司法的挑戰，認為“出生於美國...為美國公民”的第14憲法修正案適用於美屬薩摩亞居民。2022年，美國最高法院拒絕受理此案，認為公民權爭議應該以政治而非司法方式解決。
美属萨摩亚选出一名无投票权的美国众议院代表（delegate）。

## 經濟
島上約5000名僱員，分為以下三部分：公共部門，兩個黃鰭鮪罐頭工廠，其餘皆為私人企業。
公共部門的多數僱員為美屬薩摩亞政府工作。兩個黃鰭鮪罐頭工廠（StarKist与Samoa Packing）每年對美國本土輸出數億美元的黃鰭鮪(鮪魚)罐頭。

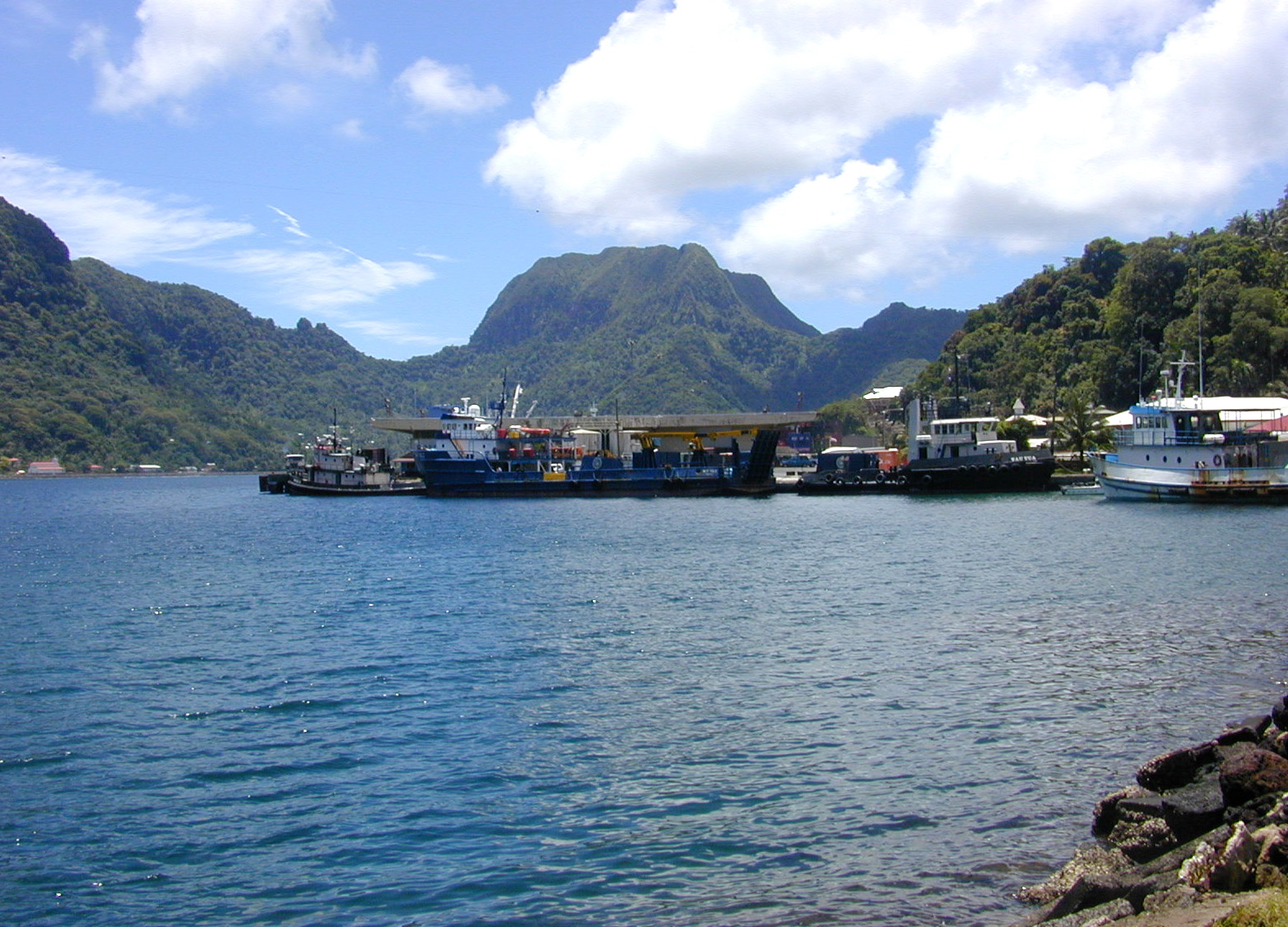
港區
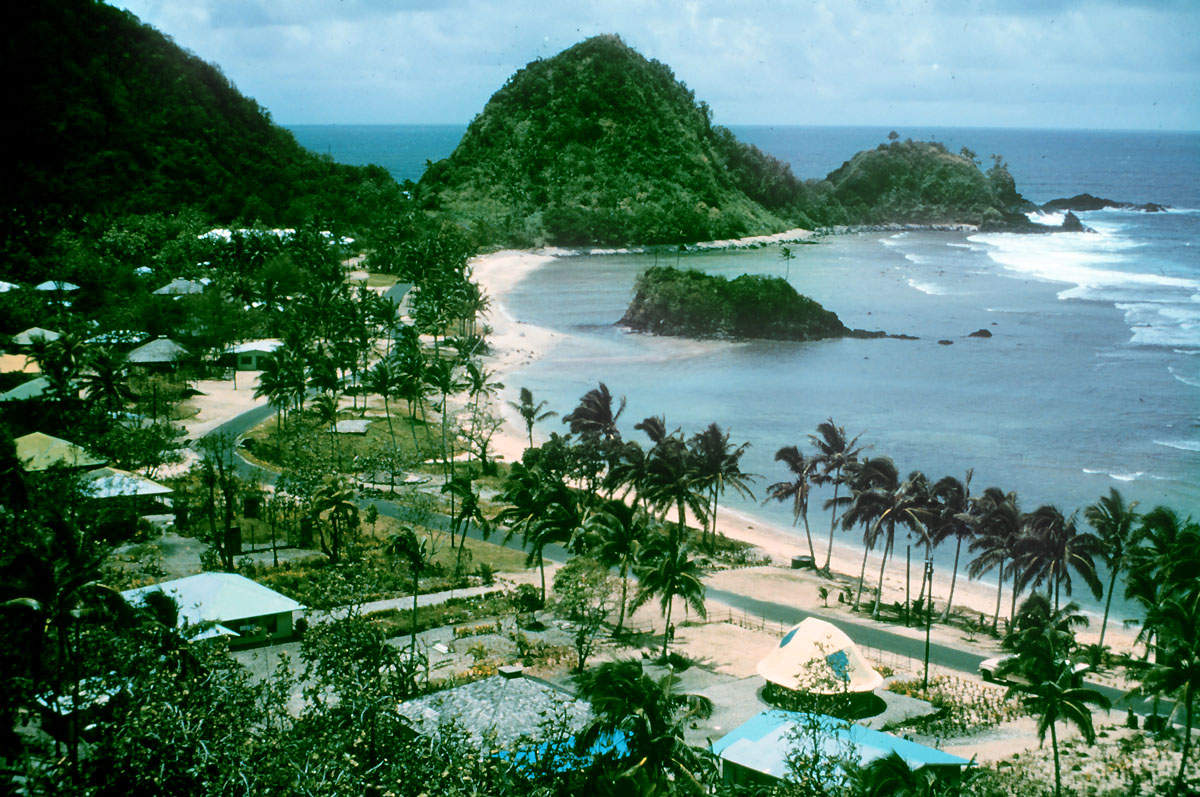
美屬薩摩亞
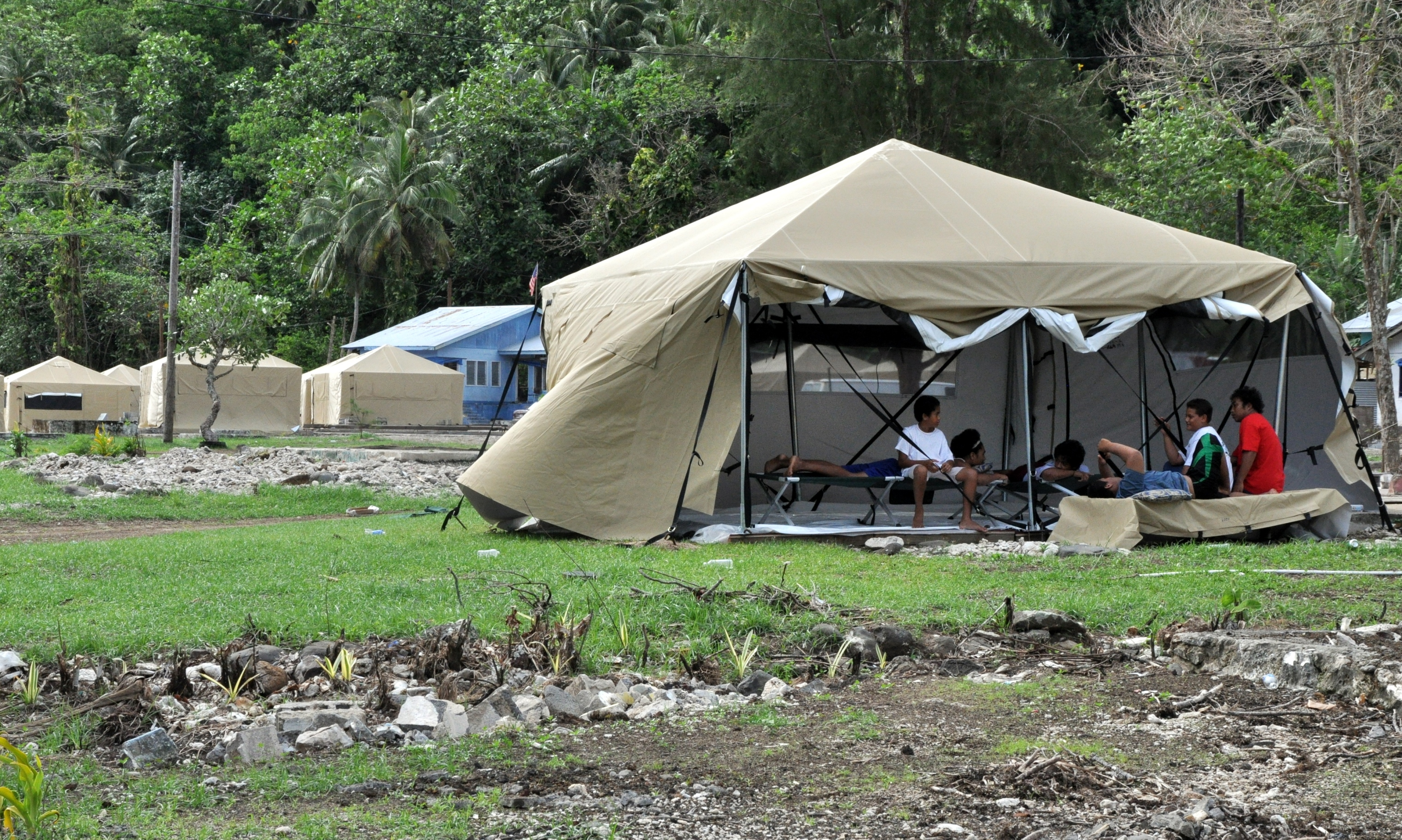
難民村
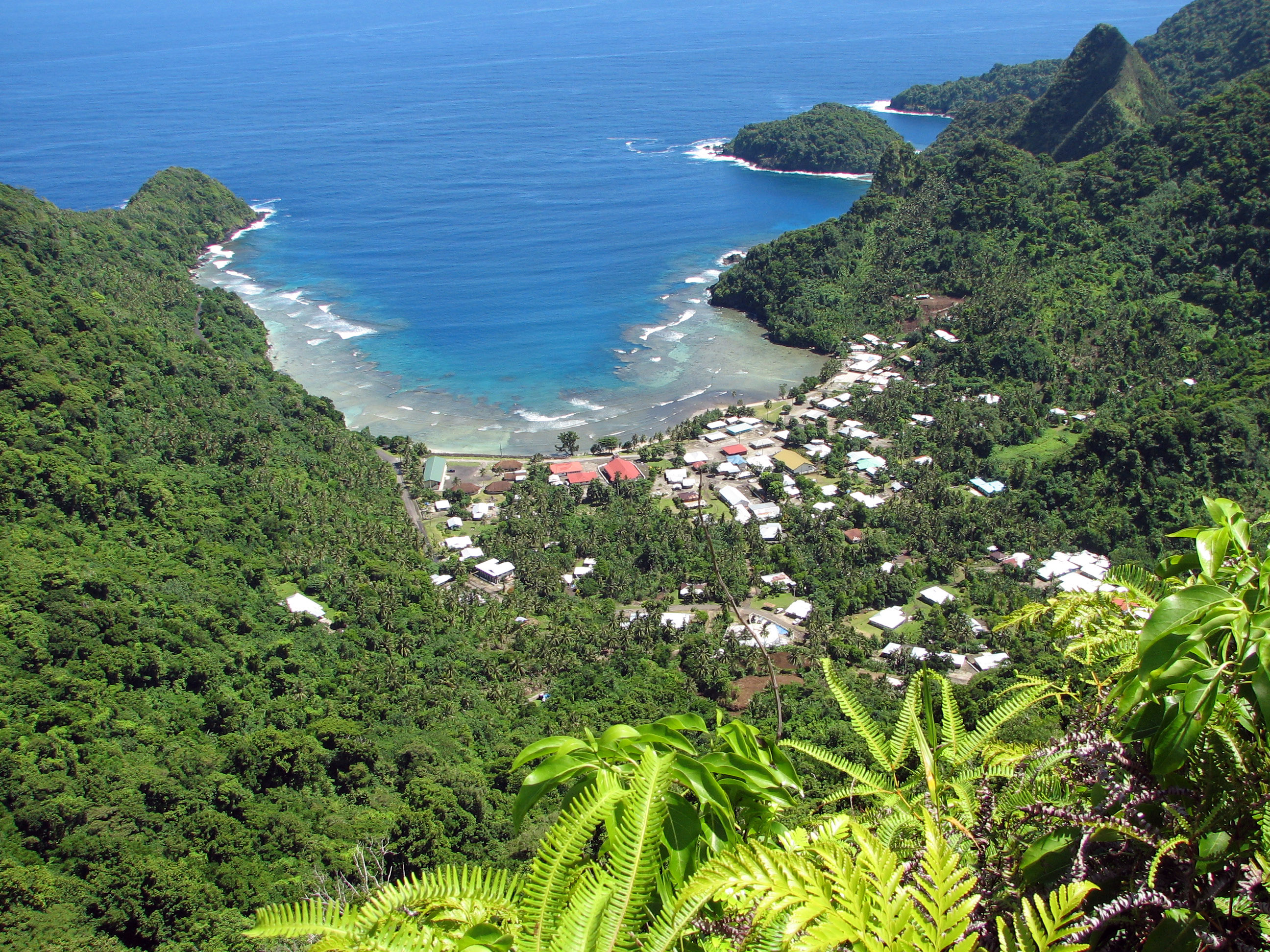
Afono Village

## 文化
美属萨摩亚的文化与西萨摩亚几乎相同。

## 教育
岛上有23个小学，6个中学，由美属萨摩亚教育部经营。
美属萨摩亚社区大學，成立于1970年，在岛上提供高等教育。

## 軼事
- 美屬薩摩亞是美國最南的領土，也是美國有人居住領土中唯一屬於南半球的。
- 現時國家美式足球聯盟有三十位成員來自薩摩亞群島，當中大部份都來自美屬薩摩亞，其餘的散居於美國本土。聯盟球員若按人口比例來看，薩摩亞人比非薩摩亞人高出40倍。
- 美属萨摩亚足球代表队（英式足球）現時保有一個他們並不希望出現的世界紀錄：他們在2001年4月11日以0比31的懸殊比數敗於澳洲國家足球隊。